# 트리니다드 토바고의 코로나19 범유행
다음은 트리니다드 토바고의 코로나19 범유행 현황에 대한 설명이다.
트리니다드 토바고의 COVID-19 대유행은 현재 진행 중인 COVID-19의 세계적 바이러스 대유행의 일부로서, 2020년 3월 12일 트리니다드 토바고에 도달한 것으로 확인되었다.

## 배경
세계보건기구(WHO)는 12일 2019년 12월 31일 처음 WHO의 주목을 받았던 중화인민공화국 후베이성 우한시의 한 집단에서 신종 코로나바이러스가 호흡기 질환의 원인임을 확인했다. 이 군단은 처음에 우한화난수산물도매시장과 연결되어 있었다. 그러나 실험실 확정 결과가 나온 그 첫 사례들 중 일부는 시장과 연관성이 없었고, 전염병의 근원은 알려져 있지 않다.
2003년 사스와 달리 COVID-19의 경우 치명률은 훨씬 낮았지만, 총 사망자 수가 상당할 정도로 감염 경로는 훨씬 더 컸다. COVID-19는 전형적으로 약 7일 정도의 독감과 유사한 증상을 보이며, 그 후 일부 사람들은 병원에 입원해야 하는 바이러스성 폐렴의 증상으로 발전한다. 3월 19일부터 COVID-19는 더 이상 "높은 결과 감염병"으로 분류되지 않았다.

## 정부 회계 비판
지난 3월 12일 COVID-19의 첫 사례가 공식 진단돼 스위스에서 온 여행자에게 귀속됐음에도 그 이전까지 현지에서 바이러스가 유통됐다는 의혹이 제기돼 왔다. 캐나다 앨버타주로 돌아온 트리니다드 토바고 방문객이 3월 초 현지에서 정식으로 바이러스 진단을 받았다. 트리니다드 토바고에서 첫 사례가 발생하기 하루 전인 3월 11일 이 도의 보건의료 최고책임자가 발표했다.
지난 4월 16일, 전 총리 겸 야당 지도자인 캄라 퍼사드비세사는 "트리니다드 토바고에 퍼진 코로나바이러스의 실태"뿐만 아니라 그들의 검사 능력에 대해 "정확히" 할 것을 정부에 요구했다.

## 같이 보기
- 북아메리카의 코로나19 범유행
- 그레나다의 코로나19 범유행